# 花田虎上

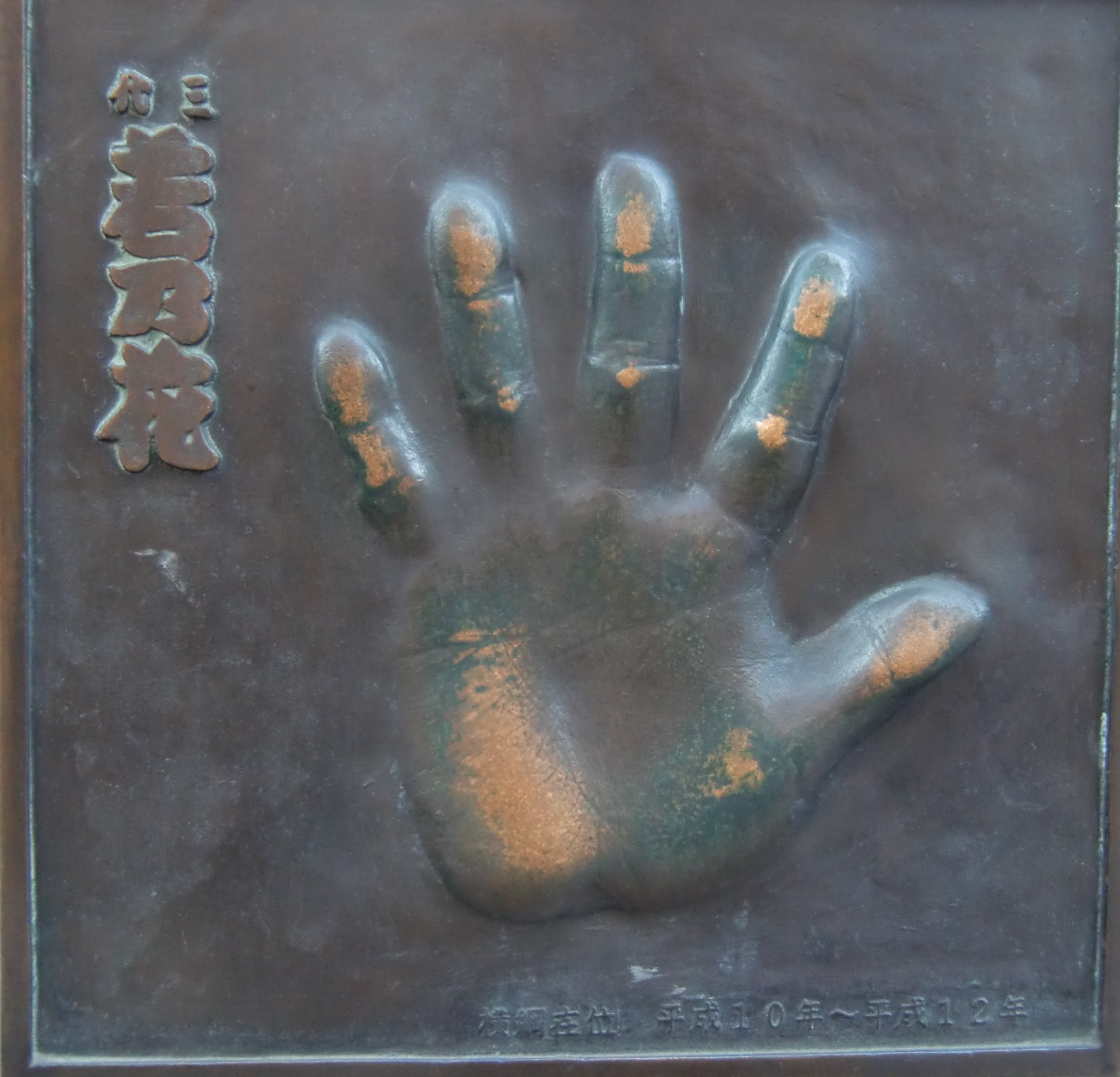
国技館辺に展示されている三代目若乃花の手形

花田 虎上（はなだ まさる、1971年〈昭和46年〉1月20日 - ）は、東京都中野区出身で二子山部屋（入門時は藤島部屋）に所属した元大相撲力士。第66代横綱・若乃花 勝（わかのはな まさる）。3代目若乃花と言われることがあるが、下の名が初代・2代と異なるため3代目とは名乗っていないが、上の四股名のみで表記しなければならない場合があるため、他の人物と区別するために用いられている。
本名は花田 勝（読み同じ）。日本相撲協会退職後は、タレント、スポーツキャスター、実業家、相撲評論家として活動する。

## 人物
1971年1月20日、貴ノ花利彰の長男として生まれ、1982年以降は中野区で育つ。現在は千葉県富津市に在住する。
母は藤田紀子、弟は後に横綱となる貴乃花光司。若乃花幹士は伯父にあたる。元配偶者は花田美恵子で、2008年に一般人女性と再婚する。
人当たりのよい性格で話術にも長け、貴乃花の実兄であることから力士時代から「お兄ちゃん」の愛称で親しまれ、兄として 「若」とも称された。
車・バイク好きとしても知られ、ポルシェ911GT3、トヨタ・クラウンマジェスタ、ダッジ・チャージャーなど約30台を乗り継ぐ。

## 来歴
上背はなかったものの、鍛え上げられた強靭な筋肉と巧みな足さばきを生かして多彩な技を繰り出し、技能派の名人力士として知られた。事前に相手の相撲の流れが分かる独特の勝負勘は師匠の二子山にすら言っても理解されないほどの異能で、そうしたことから天才型との評価もある。容姿や相撲の内容は実父・貴ノ花利彰よりも伯父の初代若乃花を彷佛とさせた。下半身が非常に筋肉質であり、奉納土俵入りの後ろ姿が、筋肉隆々な出で立ちで有名だった千代の富士貢のものとして誤った形でインターネット上で拡散された。千代の富士は雲竜型で判別は容易である。
「最大の企業秘密」として現役中は明かさなかったが、入門前から左の股関節が弱く「左を差されて前に出られる相撲」など左の股関節に負担がかかる体勢を苦手とした。
小学6年生の時に「家から近い明大中野に行きなさい」と両親に指示され、相撲は中学から始めた。世間では温厚な人柄で知られるが、父からは「お前は気が荒いから、このままいくと人を殺すようなことになる。明中の相撲部に入って修行しなさい」と内に秘めた気性の荒さを危惧されていた。父は非常に怖く、幼少期から嘘を吐いたり門限を破ったりしたら父からしょっちゅう手や物が飛んだ。

### 入門
入門時に父の藤島親方から「今日限りお前たちとは親方と弟子になる。パパとママの呼び方は許さない。親方とおかみさんだ。わかったな」と突き放され、若貴兄弟が両親に存在を認められるためには稽古を重ねて早期に関取になるしかなかった。
1988年3月場所で四股名若花田として初土俵。「花の六三組」の一人で、弟の他、曙・魁皇らと同期入門だった。初土俵以降順調に出世するも、1989年11月場所で史上最年少関取となった貴花田には一歩出遅れたが、若花田も弟の後を追いかけるように1990年3月場所で新十両となる。同年9月場所に新入幕した。

### 入幕
入幕当初は天性の勝負勘と強靭な足腰で相手の攻撃を凌いで技を繰り出す勝ち方が多かったが、1992年後半頃からおっつけに磨きがかかり成績も伸びた。1991年9月場所2日目に、前頭3枚目の地位で横綱・旭富士を右上手投げで破り初金星を獲得し、同9月場所は自身初の三賞（殊勲賞・技能賞）を受賞。1992年1月場所3日目も、前頭筆頭の地位で再び旭富士を右下手投げで下し、2個目の金星を獲得する。旭富士も同1月場所で進退を掛けたが初日から3連敗を喫して現役引退を表明した。
1991年11月場所で、自身初の三役となる新小結に昇進したが7勝8敗と負け越した。1992年3月場所と同年7月場所は相次ぐケガで途中休場し、2場所共に再出場して3月場所は14日目から再休場するなど、小結と前頭の地位を上下する足踏み状態が続いていた。2度目の再小結だった1993年3月場所は初日から7連勝と好調となり、中日（8日目）で当時関脇の武蔵丸戦で初黒星を喫したが、12日目に宿敵で当時新横綱の曙を下し、殊勲の星を挙げるなどで14勝1敗の成績で自身初の幕内最高優勝を達成した。優勝した場所は新大関に弟の貴ノ花がいたが、新大関がいた場所で関脇以下の優勝が見られた事例は、戦後の15日制下では史上4例目である。
1993年5月場所直前に、四股名を若花田から若ノ花に改名する。同5月場所では新関脇で10勝5敗と二桁白星を挙げ、幕内上位で3場所合計34勝11敗の成績となったが、3場所前に前頭3枚目（10勝5敗）の地位だった事がネックとなり大関昇進は見送られた。同場所千秋楽、当時大関の小錦との取組では、明らかに小錦の手が先についていたのに行司軍配は小錦の方に上げられ、物言いもつかなかったため若ノ花の負けとされる不運もあった。千秋楽の翌日に当時の鏡山審判部長（元横綱柏戸）はこの一番に物言いをつけなかった責任を取り辞表を提出しようとした。
1993年7月場所は最後まで優勝を争い13勝2敗の成績を挙げ、横綱・曙・大関・貴ノ花（当時の四股名）と共に3名で優勝決定巴戦に出場する。巴戦初戦で曙に敗れ優勝は逃すが、三役の地位で3場所合計37勝8敗の好成績により、同年7月場所後文句無しで大関に昇進した。増位山、弟・貴乃花に次ぐ親子大関、伯父・実父に次ぐ兄弟大関となった。伝達式では「『一意専心』の気持ちを忘れず相撲道に精進します」とと口上した。

### 大関時代
1994年
大関昇進後も順調に土俵を務めたが、1994年3月場所で左足首をケガして2場所連続の休場（公傷適用）。同年11月場所前は若ノ花から若乃花と改名したが、右腰を痛めるなど暫く低迷。この間に曙を倒して弟貴乃花の優勝の援護射撃をする場面は見られたものの、自身の優勝は至らなかった。
1995年
1995年11月場所に12勝3敗で弟・貴乃花との優勝決定戦 を制して漸く2回目の優勝した。この場所では若乃花、貴乃花とも12勝2敗で千秋楽を迎えたが、若乃花は先に武双山に敗れ、その時点で「貴乃花は勝つだろうから優勝決定戦はないだろう」と思い、まわしを解いて風呂に入ろうとしていたところ、付き人から貴乃花が武蔵丸に敗れたことを伝えられ、あわててまわしを締め直した。優勝決定戦では若乃花が右差し、左上手を引いて寄り立て、右から下手投げを繰り出すと、貴乃花は力無く右膝から崩れ落ち 、史上初の兄弟による優勝決定戦、若貴対決など俗称される。この一番のことについて2019年6月9日放送の『ジャンクSPORTS』（フジテレビ系）に出演時に、「最悪だと思った。やりたくない。一番大好きな弟が（相手になって）もう嫌ですよ。いつもだったら憎しみ込めて行くのに、この時はもう無理ですよね。プロとして情けないなって」と兄弟同士の取組に抱いた複雑な思いを振り返り、優勝パレードのオープンカーに乗る前に優勝賞金の折半を提案して断られたことも説明している。後に、この決定戦が兄弟間の確執の切っ掛けと報じられ一部では八百長説が囁かれたが、花田は引退後にテレビに出た時に八百長については否定している。
1996年
1996年の1月場所は自身初の綱取りとなったが、場所直前に罹ったインフルエンザの影響や肝機能障害による絶不調で、初日から3連敗を喫して4日目から途中休場した。場所前、仕事で出掛けた帰りに車の中で突然悪寒を感じ、若乃花も余りの寒さに暖房の温度を上げたら同乗した付け人が汗だくになったため、自分の異変に気付き病院に駆け込んだら体温が41.5度あり、そのまま4日間入院した。1996年中盤頃から徐々に復調の兆しが見え、1996年11月場所は11勝4敗ながら、史上最多となる幕内5人もの優勝決定戦に進出する。1回戦で当場所優勝者の武蔵丸（当時大関、のち横綱）に敗れ優勝同点に終わる。
1997年
1997年1月場所は初日から完璧な相撲で、14連勝し14日目に3回目の優勝を決めた。千秋楽は武蔵丸に再び負けて自身初の全勝優勝はならなかったが、若乃花の土俵人生の中で最高の相撲を見せた場所となった現役時代は武蔵丸と14勝24敗と相性が悪く、武蔵丸に敗れて全勝を逃したケースが多かった。
3月場所は2度目の綱取りが大いに期待され、初日から3連勝と絶好調だった。3日目の旭鷲山戦で勝ちながらも倒れ込む際に右大腿二頭筋を断裂し、4日目から途中休場して綱取りは白紙となる。車椅子で新大阪駅に向かうと沢山のカメラマンが待ち構えており、綱取りが懸かっていたことをふと自覚した。全治3か月の重傷で、2場所連続休場後の7月場所に復帰したものの、序盤に3連敗するなど絶不調で引退を囁かれた。7月場所は中盤以降は持ち直して何とか8勝7敗と勝ち越して引退の危機は乗り切ったが、怪我の箇所を考えると「もう上は望めないのではないか」と巷間された。
1998年
1998年3月場所は、初日から完璧な相撲を取り12連勝。13日目に横綱曙に敗れたものの14日目は武蔵丸に勝利し、千秋楽は立合い変化の注文相撲で琴錦を下して14勝1敗で4回目の優勝となる。5月場所は3度目の綱取りとなる中、4日目に小城錦と6日目琴錦に苦杯を喫して11日目に魁皇に敗れた。ほかの上位陣が総崩れする中で最後まで優勝を争い、14日目に曙を、千秋楽に武蔵丸を、それぞれ破り大関の地位で2場所連続優勝し、5月場所後に横綱昇進を決めた。
5月場所は12勝3敗と低い成績の優勝で、日本相撲協会からは「もう一場所見るべきではないか」とする意見もあったが、横綱審議委員会で反対論は全く出ずに、史上初の兄弟横綱が誕生した。伝達式では「『堅忍不抜』の精神で精進していきます」と口上した。大関29場所目での横綱昇進は、当時琴櫻に次ぐ史上2位のスロー昇進だった（現在は1位タイの琴櫻・武蔵丸の32場所、3位の稀勢の里の31場所に次ぎ史上4位）。この昇進以降、2017年（平成29年）1月場所後に稀勢の里が横綱昇進するまで19年間、日本出身の横綱は1人も誕生しなかった。

### 横綱時代
1998年
横綱土俵入りでは、後継者が少ない「不知火型」を敢えて選択する。隆の里が中心となって、琴櫻や初代若乃花までが登場して土俵入りを指導した。若乃花らしい切れのあるきびきびとした土俵入りであった。当初は弟の貴乃花が横綱土俵入りを指導するものと思われたが、貴乃花は一切姿を見せなかった。兄弟横綱誕生当初から、貴乃花が若乃花に関してそっけない態度やコメントを発し、当時から不仲説がささやかれたが、1998年9月場所前にスポーツ紙に貴乃花が「若乃花の相撲には基本がない」「もう話す必要はない」など「絶縁宣言」と受け取れる発言が載り、不仲説が表面化した。
史上初の兄弟横綱として期待されたが約5年間の大関在位時で多くの怪我に苦しみ、「不知火型」のジンクス通りに「短命横綱で終わるのではないか」と懸念されて的中する。
新横綱の1998年7月場所、序盤は5連勝したものの、6日目の平幕・出島に敗戦・初金星を配給。7日目も平幕・栃乃洋に連敗。10日目に勝ち越しを決めたが、結果10勝5敗に留まった。
1998年9月場所では、場所中ワイドショーで不仲説が取り沙汰された弟の貴乃花と最後まで優勝を争った。千秋楽結び前の一番で大関の武蔵丸に敗れて12勝3敗で優勝次点に後退する。結びの一番の横綱同士の対決で貴乃花は曙に勝って13勝2敗、2場所連続20回目の幕内優勝となる。1995年11月場所以来2度目の兄弟対決となる、優勝決定戦は進出できなかった。
1998年11月場所は西前頭12枚目の琴錦に幕内優勝を許し、自身は9勝6敗の成績不振に終わる。それでも当場所は14勝1敗の平幕優勝力士に、横綱として全勝を阻止する星を付け、優勝制度発足以降2例目となる記録を達成。さらに、自身唯一の年間最多勝も受賞した。
1999年
1999年1月場所は12日目まで一人全勝を守ったが、13日目に関脇の武双山に初黒星。14日目までは13勝1敗と単独首位に立った。翌日の千秋楽結び前の一番で12勝2敗と一差で追う関脇の千代大海に突き落とされ、優勝決定戦にもつれ込んだ。その決定戦では史上初となる取り直しの末、最後は千代大海に寄り倒されて逆転優勝を許して優勝同点、自身横綱として初の優勝を惜しくも逃す。場所後に初優勝した千代大海は大関昇進が決定した。
1999年3月場所と5月場所は、左足の太股や左足関節の外側靱帯を痛める故障により2場所連続して途中休場となった。7月場所は平成時代2例目の4横綱（曙・貴乃花・若乃花・武蔵丸）と成るも、横綱昇進後初の初日から全休となった。
復帰した1999年9月場所は序盤で2連敗したが、その後白星を重ね10日目の闘牙戦では左足の肉離れを起こしながらも取り直しの相撲で勝利する。11日目からケガの影響により黒星が続き、当時の時津風理事長（元大関・豊山）らを初め周囲からの「休場勧告」を一切無視して強行出場したものの、千秋楽の武蔵丸戦でも熱戦の末敗北。結局7勝3敗から終盤戦では5連敗を喫して、負け越しとなる。横綱の皆勤負け越しは、15日制が定着してからは史上2人目（大乃国以来10年ぶり）の不名誉な記録となった。
この9月場所限りでの引退を勧告する声もあったが、千秋楽後に時津風理事長との話し合いの末、若乃花は現役続行を志願し、翌場所から2場所連続全休して再起を図った。
2000年
2000年は怪我が完治せず、稽古不十分なまま「ゲンの良い」3月場所へ出場を志願し、「もう一場所待て」と説得する二子山親方を振り切り自ら進退を掛けて土俵に臨んだ。満足な相撲が取れず、5日目に栃東戦で敗れて2勝3敗となり現役引退を発表した。
「強くなったか？ うん、うれしかった」と、後輩の成長を肌に染み込ませ、心の区切りをつけた。取組後の支度部屋では「ここまできたら怖いものはない。やれるところまでやります」と話していたが、宿舎に向かう車中で冷静に限界を悟った。記者会見では引退の理由を「体力を補う気力が限界になりました」と述べる。現役時代一番の思い出として兄弟で横綱になったことを挙げ、1993年3月場所で曙関を破った一番を思い出の取り組みに挙げている。記者からは「夏場所復帰でも良かったのでは」と質問されたが、引退会見では「心の問題です。今場所前に、やるぞっという気持ちになったので」と話した。当時の若乃花は29歳2か月で、横綱在位は11場所だが皆勤は5場所であった。若乃花の引退により、4横綱時代も5場所のみに終わった。
横綱時代は休場の方が多くかつ横綱の地位で一度も幕内優勝出来ず、十分にその役目を果たせなかった。大関時代は大型力士が台頭する中で、小兵の若乃花は下手をすると大負けしかねない状況だったが、休場明け等の場所を除いた場所は概ね二桁以上の成績を上げている。引退時に「横綱昇進しなければ『名大関』として名を残せた」「大関の地位に留まれば、こんなに早く引退する事は無かった」と惜しむ声もあった。
2014年6月2日放送分のフジテレビの番組『ジャネーノ!? 』で、概して「相撲という競技は好きだが小さな体で大きな相手と戦わなければならないので大相撲力士にはなりたくなかった」と明かしており「横綱になったらやめるという条件を付けてもらった」と話した。一方で2024年の『デイリー新潮』の記事では「最高でした。アメリカから来た最高にパワーのあるアスリートと一対一で戦える。戦争に負けているので土俵では負けられないなと。小錦さんや曙は土俵の半分が体ですから。でも僕みたいなのが勝つと日本の人たちは喜んでくれる」と現役時代を振り返っている。
力士生命にとって致命的になった足の怪我の容態は引退後も回復しておらず、のちに「将来、車椅子の生活になる事は避けられない」と医師から告げられた事を告白している。2016年夏頃に武蔵丸（現15代武蔵川親方）は若乃花に会った時、怪我の後遺症で毎日痛み止めを飲んでいることを知り驚いた。2021年9月場所直前の記事で、背骨は引退後も変形し続け一生治らないと報じられる。
横綱昇進後は貴乃花との不仲や離婚問題など、騒動が多かったが、本人は「（ワイドショーで）騒がれた場所ほどかえって相撲に集中出来た」と語り、騒がれた場所では優勝を逃したが好成績を残している。

### 引退後

#### 相撲協会退職
年寄藤島を襲名し、当初は後進の育成に専念するような発言をしていたが、引退相撲を終えて間もない2000年12月18日に突如日本相撲協会を退職した。後年の報道によると、兄弟の不仲で部屋継承の話が拗れ、人間関係に嫌気が差したのが退職の理由とみられる。

#### 相撲協会退職後の主な活動
力士時代からの念願であったアメリカンフットボールに挑戦。2001年にXリーグのオンワードスカイラークスに入部し、2002年にNFL入りを目指して渡米、AFLのアリゾナ・ラトラーズのキャンプに参加したが、就労ビザが取得できず帰国した。現在はタレントやスポーツキャスターとして活動し、テレビのバラエティ番組などに出演する。
2005年5月までは民放で相撲解説も務めたが、後述のトラブルにより番組を降板する。以来、相撲関係の仕事は対談やコラムの執筆などに限られたが、度々オファーを受けた熱意に応じて2019年7月場所でAbemaTVの実況解説者として土日の幕内を担当し、約15年ぶりに相撲解説した。定評のある話術を駆使し、取組に勝った力士・負けた力士のそれぞれの勝因・敗因について相撲芸人あかつを相手役に視聴者に分かりやすく見せるアクション解説も行う。2019年新型コロナウイルス感染症の感染防止のため、2020年からアクション解説が不可能となり、以降はグリーンバックに取組のスロー再生を流しながら相撲技術をバーチャル解説する。
2021年9月場所から『日刊スポーツ』で相撲評論家を務め、本場所中に「若乃花の目」と題したコラムを連載する。コラムのカットに自身の愛称である「お兄ちゃん」が候補に入るも本人は「もう『お兄ちゃん』って、そんな年でもないし」と拒否した。
2025年5月場所から「ABEMA大相撲」専属解説者に就任。

#### 実業家として
2002年にドリームアーク社を設立し、代表取締役会長として全国に店舗展開する「Chanko Dining 若」「うどんダイニング若」「&kitchen」「Onii Chan and Kitchen（おにいちゃん&キッチン）」フードコート業態「わかどん」「ちゃんこうどん」をプロデュースした。同社は大相撲の本場所で懸賞の提供企業で、花田の知名度から最盛期は国内28店舗、韓国1店舗の計29店に拡大した。
2008年11月に花田は保有していた株式を経営陣へ売却し、代表取締役会長を退任して経営から退く。のちに同社は2010年5月6日に東京地裁へ自己破産を申請した。経営悪化の要因として、店舗展開を広げ過ぎたことや「名義貸し」だけの店となり客に飽きられたことが指摘される。
2012年より、個室居酒屋業界大手のアンドモワ株式会社で「若の台所」「赤鶏御殿」、ラーメン屋「若のらーめん」をプロデュースした が、閉店。その後、アンドモワは2022年3月、東京地裁に自己破産を申請している。

## 略歴
- 1971年1月20日 - 杉並区阿佐ヶ谷に生まれる[40]。
- 1988年3月 - 明治大学付属中野高等学校を中退し、藤島部屋（のちの二子山部屋、現在の貴乃花部屋）に弟の光司と同期入門、四股名は若花田 勝（わかはなだ まさる）。ほかに同期の力士は曙や魁皇らがおり「花の六三組」と言われた。
- 1990年3月 - 十両昇進
- 1990年9月 - 幕内昇進
- 1991年11月 - 小結昇進
- 1993年3月 - 初の幕内最高優勝（14勝1敗）
- 1993年5月 - 関脇昇進、四股名を若ノ花 勝（わかのはな まさる）に改める。
- 1993年7月 - 貴乃花・曙と共に優勝決定巴戦（13勝2敗同士）で対戦するが、初戦で曙に敗れる（優勝は曙）。同場所後大関昇進が決定、伝達式の口上で「『一意専心』の気持ちを忘れず相撲道に精進します」と述べる。
- 1993年9月 - 新大関（9勝6敗）
- 1994年6月2日 - 栗尾美恵子と結婚。ホテルニューオータニで佐治敬三夫妻の媒酌で披露宴を開催。
- 1994年11月 - 四股名を若乃花 勝（わかのはな まさる）に改める。
- 1995年11月26日 - 十一月場所千秋楽、史上初の兄弟による優勝決定戦（12勝3敗同士）で、弟貴乃花を破って、15場所ぶり2回目の幕内最高優勝を果たす。
- 1996年11月 - 初日から貴乃花が全休、千秋楽は曙・武蔵丸・貴ノ浪・魁皇と共に合計5力士の優勝決定戦（11勝4敗同士）で進出するが、1回戦で武蔵丸に敗れる（優勝は武蔵丸）。
- 1997年1月 - 7場所振り3回目の幕内最高優勝（14勝1敗）
- 1998年3月 - 7場所振り4回目の幕内最高優勝（14勝1敗）
- 1998年5月場所 - 12勝3敗の成績ながら、2場所連続5回目の幕内最高優勝を達成。同場所後には横綱昇進も決定し、史上初の兄弟同時横綱が実現する。横綱土俵入りは不知火型を選択。伝達式の口上で「『堅忍不抜』の精神で精進していきます」と述べる（前の5月場所、綱獲りのかかった直前の場所で、優勝とはいえ12勝3敗の低い成績が昇進に値するかどうかで議論され、「全勝優勝を求めるべし」と昇進を見送る意見もあった[41]）
- 1998年7月 - 新横綱（10勝5敗）
- 1998年11月 - この場所9勝6敗の成績に終わったが、大相撲史上初の2度目の平幕優勝を果たした琴錦に唯一土をつける。1998年は自身最初で最後の年間最多勝（67勝）および年間最優秀力士賞を受賞した。2016年に稀勢の里が年間最多勝を獲得するまで日本出身力士の年間最多勝は18年間出なかった。
- 1999年1月 - 千秋楽まで単独首位であったが、本割と優勝決定戦で関脇・千代大海に逆転で敗れ、横綱として幕内初優勝ならず。
- 1999年9月 - 10日目の闘牙戦で、左太腿の肉離れを起こしながらも取り直しで勝利。11日目から連敗が続きながらも千秋楽まで出場したが、7勝8敗で負け越した。横綱が皆勤して負け越しは史上5人目（6例目）、15日制が定着してからは大乃国に次いで2人目となる。
- 2000年3月16日 - 3月場所5日目に現役引退を表明、年寄藤島を襲名する。
- 2000年9月23日 - 断髪式。若乃花最後の横綱土俵入りには太刀持ちに曙、露払いに貴乃花と両横綱が務めた。日本テレビ系列での中継は関東地区22.6%、関西地区25.6%（ビデオリサーチ調べ）の高視聴率を記録する。留めバサミは父であり師匠である二子山親方。その後、相撲協会を退職し、NFL選手を目指し渡米。
- 2001年 - Xリーグのオンワードスカイラークスにラインバッカーとして入部。キッキングチームなどで計3試合に数プレー出場。
- 2002年 - アリーナフットボールリーグ（AFL）1部、アリゾナ・ラトラーズ入りを目指すも、就労ビザを取得できずに断念する。帰国後、本名の花田 勝でタレント・スポーツキャスターとして活動を開始する。
- 2002年 - ドリームアーク社設立、代表取締役に就任。
- 2005年5月30日 - 父が死去し、7月4日に弁護士が遺産相続の放棄を発表[42] する。
- 2007年10月2日 - 妻の美恵子と5年間の別居を経て離婚する[43]。子ども4人の親権は美恵子が持つ[44]。
- 2008年11月 - ドリームアーク社の代表取締役会長を退任し、12月に同社を売却する。
- 2008年6月15日から2009年3月22日放送分までの約9か月間、『ウラネタ芸能ワイド 週刊えみぃSHOW』の上沼恵美子の三代目男性アシスタントとして出演する。
- 2008年12月12日 - 大阪府出身で9歳年下の元幼稚園教諭の女性と再婚[45]。2010年1月に第5子となる女児が[注釈 2]、2014年に第6子となる女児が誕生[46]。

## エピソード

### 相撲関連
- 現役時代の若い頃は、若い衆に30番ほど胸を出してから、関取衆との申し合い・三番稽古を20番、30番以上はこなした。それも待ったなしで行った。稽古はまるで喧嘩であり、師匠から「やめろ!」と怒鳴られるまで続けた[47]。
- 現役時代の廻しに付いていたさがりの本数は17本で、弟の貴乃花も同数であった[48]。
- 関取になって1人部屋が与えられてビデオを見るスペースを得てからは連日連夜、ビデオテープが擦り切れるまで取組を研究した[25]。
- 現役時代はアメリカ文化に憧れており武蔵丸にアメリカ文化を教えてほしいと思ったが、私情を避けるため現役時代は私的に交流しなかった[49]。
- 貴闘力は「貴乃花はとにかく稽古をする男だったが、貴乃花と若乃花どちらが素質があるかと言えば若乃花かもしれない」「膝から下の力が強かったので、200キロの相手でも対等に戦えたし、投げられても踏ん張ってうっちゃったりができた」と称賛している[50]。
- 2000年3月場所、現役最後の対戦相手は奇しくも明大中野高校の後輩でもある栃東大裕だった。本人は高校の後輩として面倒を見ていた栃東ならば、最後の対戦相手として不足はない、と考えた。現役最後の白星となった4日目玉春日戦の取組後、翌日の対戦相手が栃東と決定した時に、母の憲子から電話で「明日栃東でしょう。良かったわね」と話すと、若乃花も「そう。よかったよ、ダイスケで」と喜んだ。この電話で二人は「栃東戦が最後の一番」と、通じ合った。
- 現役時代のある時、霧島との取組の後に右足親指の骨が見えてその指が切断しそうになっていた。霧島もこれには心配になって東西が反対の支度部屋の風呂まで駆け付けた。当時、東西の支度部屋の往来は認められていた[51]。
- 「花の六三組」の同期生・曙との対戦成績は17勝18敗と、僅か1つの差で負け越した。中でも小結時代の1993年3月場所の12日目、当時新横綱の曙を取り直しの末に投げ飛ばして初優勝、後の大関昇進への足がかりとした。
- しかし曙は2024年4月、54歳の若さで心不全により病死。数日後、曙の葬儀へ参列した際「（曙の訃報に）余りにも早過ぎて、頭が真っ白になった。言葉に表せない存在かな。若い頃からお互い苦しい時も一緒に頑張った仲なので、きっと立ち上がるだろうと期待していた」「二人で人生経験を積みつつ、お酒飲んで笑いながら色々と下らない話が出来れば良いな、と思っていたのに…それがもう叶わないのが辛い」等と、寂しそうに追悼していた[52]。

#### 横綱としてのプレッシャーとの戦い
- 横綱時代は勝つことを求められる中、取組に対する極度の恐怖から睡眠薬を6錠飲んでも眠れないほどであった[53]。
- 現役を引退したその日から3日程度原因不明の高熱が自身を襲い、震えによって部屋から出られなかったほどであった。急激に体重が20キロも減少したが、場所後の最後の巡業には引退した身でありながら横綱土俵入りだけを行い、急遽曙が太刀持ちを、武蔵丸が露払いを行った[54]。

### 相撲の専門家として
- 2019年3月場所前に相撲の専門家としての記事でインナーマッスルの強化不足を昨今の力士の傾向として挙げており、幼少期のスポーツ競技経験のバリエーションが少ないことにも触れている[55]。
- 2019年5月19日、5月場所8日目の幕内の取組を「12年ぶりぐらい」に記者席から生観戦し、連載を持っている『大相撲ジャーナル』（報知新聞社）に特別観戦記が掲載された[56][57]。小結の1992年春場所で再出場後に再び休場した経験から、再出場した貴景勝について「休んだ方がいいんじゃないですか。心配。膝は大きいところ。休んで治した方がいい」と話した[58]。
- 2019年11月場所千秋楽（11月24日）のAbemaTV大相撲中継の解説中、優勝した白鵬に大栄翔以外の若手力士が土をつけられなかったことについて「（力士たちが）何か考えないと世代交代はない。まだまだ続きます」と語った。白鵬の立ち合いにも問題は指摘しつつ、「このままの立ち合いをやってしまったら、ずっと優勝されていく。（相撲は）8割が立ち合い」「相手力士は嫌われてください。嫌がられてください。そこまでしないと勝てない。汚い相撲とは言いませんが、ずるい相撲は取らないと」と立ち合いの研究・勝つことへの貪欲さを持って欲しいと現役力士たちに苦言を呈した[59]。
- 2019年11月場所14日目のAbemaTVの中継で「これから入門する人は、元々親方がどういう相撲を取った人かを調べて入ったほうがいいと思います。親方も教えやすいですしね」と、今後角界入りを目指す若者へアドバイスを送った[60]。
- 2020年5月24日、新型コロナウイルス感染症の流行により中止された5月場所の中継に替わる「大相撲ABEMA場所」に出演。過去の名勝負の映像を見ながら、弟の貴乃花の相撲について「前に攻めて、自分の形は右四つだが、両方どちらでも相撲が取れる。それが一番強い」と評価している。先に出世されたことについて司会者の質問が及ぶと、「自分は自分のペースで行こうと。私、付き人についていた時もあります。お風呂場で背中を流してましたから」「誇らしかった。七光りが通用しない世界ですから」と答えている[61]。

### プライベート関連、その他
- 2007年に花田美恵子と離婚した。「正式に書面を提出し離婚という道を選ぶ事になりました。2人で時間をかけて話し合い、このような結果となりました。出逢えたこと、4人の子供を授かったことなど13年間の結婚生活に感謝しています。これからも2人を温かく見守って頂けると嬉しく思います」と所属事務所を通じてFAXでコメントしている。一方、元妻の美恵子は『女性セブン』（2007年10月18日号）で離婚に至る経過を語った。4人の子供の親権は美恵子が持つこととなった。数日後、美恵子の不特定多数との不倫行為が報道される[注釈 3]。これが離婚の大きな要因になった可能性を示唆する報道も存在している[62]。
- 2011年4月9日より、風水建築デザイナー直居由美里のアドバイスで芸名を「花田 虎上」（はなだ まさる）に改名した[63]。
- 前妻の美恵子がマスコミに見せた良妻ぶりは「演技」であり、逆に子供の運動会の前日に飲酒して帰ってきたら運動会に間に合わないように目覚まし時計を設定する仕返しを受けたこともあると、2013年7月8日放送分の関西テレビ『口出しゴメン!セキララ☆小町』で暴露した[64]。
- 2020年11月2日放送分のテレビ朝日『徹子の部屋』にゲストとして出演した際に、「自分の身は自分で守りなさい」と小学1年生の娘にボクシングを教えていることを明かした。同時点で、娘は過去の相撲の映像で父と叔父の貴乃花の姿を見ることはあるが、父の現役時代について詳しく知るわけではない[65]。前妻との4人の子どもについては、2019年に来日中の次女と再会し、ハワイから来たばかりで薄着であることを心配して一緒に服を買いに行った。のちに長男、長女、三女とも交流を再開したと話している[66]。
- 2021年1月、母親の藤田紀子が所属している生島企画室（現在のFIRST AGENT）のYouTubeチャンネルに出演して話したところによると、現在の花田は夫婦で仕事をしており、2008年に再婚した現在の妻が個人事務所の社長とマネージャーを務めている。そのため、挨拶などで夫婦そろって出かけなくてはならないときは藤田が2人の子どもを預かっている[67]。
- 酒豪で知られ、勝俣州和は「引退後に曙と飲みに行った際に一晩で焼酎を8.5升ずつ飲んだ」と証言している[68]

### 現役時代からの実弟・貴乃花との確執

#### 確執の発生と経緯
- かつては、弟を溺愛していた。2018年4月15日放送の日本テレビ系『誰だって波瀾爆笑』出演時の本人の述懐によると、子どもの頃から自分と弟とは性格が違ったが、「俺の後ろを常について来て、かわいいの。父と母には腹が立ってムカついてるから。僕の救いは弟だけだった。この子がいれば生きていける、って思って」と語っている[69]。
- もともと角界には入るつもりはなかったが、弟を守る壁になれと両親に迫られ、横綱になったら引退して好きなことをさせてもらう約束で入門した[70]。
  - 入門後も弟を気にかけていた。大部屋生活でライバルが数十人といるなか、眠っているときにけがをさせられては困ると怖くて眠れず、「その時はかわいかったから。それが生きる術。こいつは守ってやろう、と。自分よりかわいかった。自分の人生どうなっていもいいと思っていた」と語っている[69]。
  - 1998年5月場所千秋楽で白星を挙げて横綱昇進を決めた時も嬉しくないと思い、むしろ「横綱になっても横綱相撲は取れない」「辞めるしかない」と不安で一杯だった[49]。場所終了後に横綱になることになったので、口上の決まり文句「謹んでお受けします」ではなく[70]、「謹んでお断りしてよろしいでしょうか」と言って入門時の約束どおりに引退するつもりだったが、両親に反対され[70]、仕方なしに横綱になった[70]。以来、相撲を辞めたいと言う度に、引退3日前まで11代二子山は殴って諌めた[71]。
  - 1999年場所直前に父親の11代二子山が「貴乃花は懇意にしている整体師から洗脳されている」と発言したとする「貴乃花洗脳騒動」が発生以来、実弟とは絶縁状態である。直接の話し合いもなくメディアを使い一方的に実弟に非難をされており、2005年5月の父親死去の折も同様の形で非難をされている[72]。実弟は「年寄株や登記書などの父の遺産が行方不明になっており、兄に『年寄株を買い取れ』などと要求された」[注釈 4]「相撲を辞めた人間が相撲の事を語るな」などと様々なテレビ番組に出演し話していたが[注釈 5]、この件に関して花田はマスコミの取材を一切受けず反論もしなかった。「相撲を辞めた人間が相撲を語るな」との発言を耳にしてレギュラー番組だった『スポーツうるぐす』も降板。その際「今後は出演する事は無い」との花田のファックスが番組内で紹介された[73]。
  - 2005年7月4日に、東京家裁で父親の11代二子山の相続放棄の手続きをしたと代理人弁護士が発表した[74]。弁護士によると、現役引退のときに父親と話し合って決めていたことで、それ以外の（プライベートな）ことはこの相続放棄と一切関係なく、同月3日の35日の法要を終えるまで公表しない約束だった[42][75]。2014年3月4日放送のTBS系テレビ番組『100秒博士アカデミー』でも、花田本人が「遺産放棄は父と自身との話し合いによって決めたことであり、弟はそれを知らなかった」と証言している[76]。
  - 2019年3月20日の公式ブログで、その半年前までテレビ出演時に弟の写真はおろか名前を使うことも出来なかったことを明かしている[77]。同年5月の一般社団法人の設立には「どういう風にやっていくのか楽しみにしている。『頑張ってください』としか言えない」とコメントした[78]。
  - 2021年7月、11代二子山時代の部屋後援会の元幹部が当時について『週刊ポスト』の取材に答えている。それによると、11代二子山は二子山部屋を長男に継がせたいと考えており、弟の貴乃花は一代年寄として部屋を興せばいいと考えた。貴乃花洗脳騒動以来、兄弟の仲に亀裂が入り、2000年に花田が強引に協会を退職した。「貴乃花にすれば、部屋を出て独立するつもりが、自分が継ぐしかなくなってしまった」状況になった[79]。

#### 日馬富士による暴行事件関連
- 2017年11月場所に発覚した横綱・日馬富士公平による貴ノ岩義司への暴行事件に関しては、11月14日のFacebookで「これが本当であれば協会が判断するうんぬんではなく刑事事件として警察に任せる程の事だと私は思いました」と発言して以来、一貫して被害者の貴ノ岩の師匠としての弟の立場に理解を示す発言をしている。
  - 「憶測が憶測を呼び何が真実かわからなくなっている今、被害者が何も発言していない今、当事者でない私が何を話しても説得力がない」（11月23日）として、当初は週刊誌やテレビなどのマスコミへ取材には応じない意向を表明していた[80]。ところが騒動が沈静化せず、芸能界の仕事で世話になっている上沼恵美子の要請を受けたため、12月10日に『上沼・高田のクギズケ!』に出演した。この時も「この問題に関しては（貴乃花は）被害者側だと思うんです」と発言している[81]。
  - 2018年9月25日の貴乃花退職表明時に「"貴乃花"という部屋を興して頑張っていたので、もったいないなという気持ちはありますけど、あれだけ相撲が好きだったところに、"相撲道"とずっと言っていたので協会にいた方がいい人材である」と語る。協会について「芝田山親方にウソはないと思います。どういう方か存じていますので、引き留められたと思います」と話している[82]。
- 母親の藤田紀子については、日馬富士による暴行事件で弟の貴乃花を庇う言動をしたことや貴乃花が相撲協会退職後に家族の和解を望むことを仄めかした折に再会を望んだ心情について理解を示し、母としての願いが叶うことを望む発言をしている。しかし、自らの立場・考えは母親とは異なることも明言している。
  - 2018年6月10日放送の『快傑えみちゃんねる』出演中に、母と距離を置いていることを明かした。角界を離れアメフトの世界で選手が母親を大切にしているのを見て感銘を受けたためこれまで母親を大切に扱ってきたが、藤田が各局のワイドショーに出演し角界の内部情報をほのめかし続けたことについて「自分の中で裏切られたということがあって。テレビに出て自分の子ども（貴乃花）をかばうのはいいんですけど、今まで助けてくれていた人たちのことを全然顧みず裏切ったりしていたので。僕の本心が違うように伝わっていたので。僕が言いたいことを母がほとんど言っていない」と不快感を表した[83]。
  - 2019年1月26日の公式ブログに「今後は利害関係なく、ただの親子になります。考えが合わないのでどうするべきか考え抜いた結果です。そうすることで親子として普通に接することができるのではないかと考えたのです」とコメントし、母の藤田紀子と2008年に再婚した倉実夫人と子どもたちで会食をしている写真を掲載した。今後は母親と仕事を関係させないプライベートで交流する[84][85] と語る。

#### 貴乃花との和解企画関連
- 2018年に貴乃花が相撲協会を退職して以来、実現すれば高視聴率が期待できるため、テレビ局（日本テレビ・テレビ朝日）から和解特番を持ち掛けられていると報じられている[86]。
  - 2019年5月8日、日本テレビ系『24時間テレビ』での貴乃花との和解の企画がとん挫したと報道された。日本テレビには貴乃花と懇意のプロデューサーがおり、『行列のできる法律相談所』か『24時間テレビ』の企画として前年11月から交渉した[87]。一時はOKがでたものの、提示されたギャラの額や[88]『女性セブン』に番組の内容をスクープされたこと[89] を不審に思った花田が断ったとされている[86][88]。
  - 同年5月17日放送の日本テレビ系『沸騰ワード10』に出演し、かつて『ズームイン！！SUPER』で共演していた羽鳥慎一、西尾由佳理を自宅に招いた。貴乃花が3月20日放送の日本テレビ系『ザ・発言X』に出演し家族関係の修復に前向きな姿勢を見せた[90] ことに触れ「僕は仲良くしてもらいたい」と求めた羽鳥に対し、「ずっと殴られ続けてるのに急に仲よくしようって言われた」状態であり貴乃花の連絡先を知らないため「待ち」の姿勢であると答えている[91]。
  - 2020年11月2日放送のテレビ朝日『徹子の部屋』に出演。貴乃花とは連絡を取っておらず、「私自身、けんかをしたことがない」「今幸せなので、静かにこのまま時が流れるのを待ってます」とやんわりと今後の交流の意思がないことを語っている[66]。

## 主な成績

### 通算成績
- 通算成績：573勝286敗124休 勝率.667
- 幕内成績：487勝250敗124休 勝率.661
- 大関成績：274勝101敗60休  勝率.731
- 横綱成績：61勝38敗57休 勝率.616
- 幕内在位：58場所
- 横綱在位：11場所
- 大関在位：29場所
- 三役在位：5場所（関脇2場所、小結3場所）
- 年間最多勝：1998年（67勝23敗）
- 連続6場所勝利：70勝（1996年3月場所〜1997年1月場所、1998年3月場所〜1999年1月場所）
- 通算（幕内）連続勝ち越し記録：10場所（1997年5月場所〜1999年1月場所）
- 幕内連続二桁勝利記録：7場所（1997年9月場所〜1998年9月場所）

### 各段優勝
- 幕内最高優勝：5回（1993年3月場所、1995年11月場所、1997年1月場所、1998年3月場所、1998年5月場所）
- 十両優勝：1回（1990年7月場所）
- 三段目優勝：1回（1988年11月場所）
- 序ノ口優勝：1回（1988年5月場所）

### 三賞・金賞
- 三賞：9回
  - 殊勲賞：3回（1991年9月場所、1993年3月場所、1993年5月場所）
  - 技能賞：6回（1991年9月場所、1992年1月場所、1992年5月場所、1993年1月場所、1993年3月場所、1993年7月場所）
- 金星：2個
  - 旭富士2個

### 場所別成績
| | 一月場所 初場所（東京） | 三月場所 春場所（大阪） | 五月場所 夏場所（東京） | 七月場所 名古屋場所（愛知） | 九月場所 秋場所（東京） | 十一月場所 九州場所（福岡） |
| --- | ----------------------- | ----------------------- | ----------------------- | --------------------------- | ----------------------- | --------------------------- |
| 1988年 （昭和63年） | x                       | （前相撲）              | 西序ノ口10枚目 優勝 7–0 | 東序二段47枚目 6–1          | 東三段目86枚目 6–1      | 東三段目34枚目 優勝 7–0     |
| 1989年 （平成元年） | 東幕下22枚目 3–4        | 西幕下28枚目 4–3        | 西幕下20枚目 4–3        | 東幕下14枚目 5–2            | 東幕下5枚目 3–4         | 東幕下9枚目 6–1             |
| 1990年 （平成2年） | 西幕下2枚目 4–3         | 西十両13枚目 9–6        | 西十両8枚目 10–5        | 東十両2枚目 優勝 12–3       | 西前頭10枚目 8–7        | 西前頭5枚目 6–9             |
| 1991年 （平成3年） | 東前頭10枚目 7–8        | 東前頭12枚目 9–6        | 東前頭7枚目 8–7         | 西前頭2枚目 7–8             | 西前頭3枚目 11–4 殊技★  | 東張出小結 7–8              |
| 1992年 （平成4年） | 西前頭筆頭 10–5 技★     | 西小結 0–10–5           | 西前頭7枚目 11–4 技     | 東前頭筆頭 4–9–2            | 東前頭9枚目 8–7         | 西前頭4枚目 9–6             |
| 1993年 （平成5年） | 東前頭3枚目 10–5 技     | 東小結 14–1 殊技        | 西関脇 10–5 殊          | 東関脇 13–2 技              | 西大関 9–6              | 西大関 12–3                 |
| 1994年 （平成6年） | 東大関 11–4             | 西大関 3–4–8            | 西張出大関 休場 0–0–15  | 西大関2 14–1                | 西大関 12–3             | 西大関 8–7                  |
| 1995年 （平成7年） | 東大関2 12–3            | 西大関 12–3             | 西大関 9–6              | 西大関 11–4                 | 西大関 10–5             | 西大関 12–3                 |
| 1996年 （平成8年） | 東大関 0–4–11           | 東大関2 12–3            | 東大関 12–3             | 東大関 10–5                 | 西大関 11–4             | 西大関 11–4                 |
| 1997年 （平成9年） | 東大関 14–1             | 東大関 3–1–11           | 東大関2 休場 0–0–15     | 東大関2 8–7                 | 東大関2 12–3            | 東大関2 10–5                |
| 1998年 （平成10年） | 東大関2 10–5            | 東大関2 14–1            | 東大関 12–3             | 東横綱2 10–5                | 東横綱2 12–3            | 西横綱 9–6                  |
| 1999年 （平成11年） | 西横綱 13–2             | 東横綱 5–5–5            | 西横綱 3–5–7            | 東横綱2 休場 0–0–15         | 西横綱2 7–8             | 西横綱 休場 0–0–15          |
| 2000年 （平成12年） | 東横綱2 休場 0–0–15     | 西横綱2 引退 2–4–0      | x                       | x                           | x                       | x                           |
| 各欄の数字は、「勝ち-負け-休場」を示す。 優勝 引退 休場 十両 幕下 三賞：敢=敢闘賞、殊=殊勲賞、技=技能賞 その他：★=金星 番付階級：幕内 - 十両 - 幕下 - 三段目 - 序二段 - 序ノ口 幕内序列：横綱 - 大関 - 関脇 - 小結 - 前頭（「#数字」は各位内の序列） |                         |                         |                         |                             |                         |                             |

## 合い口
- 元横綱・北勝海には2敗。
- 元横綱・大乃国には1敗。
- 元横綱・旭富士には2勝2敗。1992年1月場所で、下手投げで勝った相撲が旭富士の現役最後の一番となった。
- 元横綱・曙には17勝18敗。他に優勝決定戦で1敗がある。横綱同士の対戦は1勝1敗。最後の勝利は1998年9月場所で、決まり手は押し倒し。
- 元横綱・武蔵丸には14勝24敗。他に優勝決定戦で1敗がある。大関同士の対戦は7勝15敗、横綱同士の対戦は1敗。最後の勝利は1999年1月場所で、決まり手は押し出し。
- 元大関・小錦には12勝8敗（不戦敗1を含む）。大関同士の対戦は、1勝。若乃花の横綱昇進前に小錦が引退したため、若乃花の横綱昇進後は対戦なし。
- 元大関・霧島には9勝6敗（不戦敗1を含む）。若乃花が大関に昇進前に霧島が大関陥落したため、大関同士の対戦はなし。
- 元大関・千代大海には3勝5敗。他に優勝決定戦で1敗がある。
- 元大関・出島には5勝2敗。
- 元大関・武双山には14勝11敗。いずれも武双山が大関に昇進前の対戦である。
- 元大関・雅山には2勝1敗。いずれも雅山の大関に昇進前の対戦である。
- 元大関・魁皇には15勝14敗（不戦敗1を含む）。いずれも魁皇の大関に昇進前の対戦である。
- 元大関・栃東には8勝4敗。いずれも栃東の大関に昇進前の対戦である。2000年3月場所で、押し出しで敗れた相撲が若乃花の現役最後の一番となった。

## 幕内対戦成績
| 力士名 | 勝数 | 負数  | 力士名   | 勝数  | 負数 | 力士名   | 勝数 | 負数 | 力士名   | 勝数 | 負数 |
| ------ | ---- | ----- | -------- | ----- | ---- | -------- | ---- | ---- | -------- | ---- | ---- |
| 蒼樹山 | 7    | 1     | 曙       | 17    | 18*  | 朝乃翔   | 4    | 0    | 朝乃若   | 7    | 0    |
| 旭里   | 0    | 1     | 旭富士   | 2     | 2    | 旭豊     | 10   | 1    | 板井     | 2    | 0    |
| 巨砲   | 2    | 1     | 大乃国   | 0     | 1    | 小城錦   | 9    | 3    | 小城ノ花 | 5    | 2    |
| 魁皇   | 15   | 14(1) | 海鵬     | 1     | 0    | 春日富士 | 8    | 0    | 巌雄     | 2    | 0    |
| 北勝鬨 | 9    | 4     | 旭鷲山   | 6     | 4(1) | 旭天鵬   | 0    | 1(1) | 旭道山   | 11   | 3    |
| 鬼雷砲 | 1    | 1     | 霧島     | 9     | 6(1) | 起利錦   | 1    | 4(1) | 久島海   | 10   | 6    |
| 剣晃   | 15   | 3     | 五城楼   | 1     | 0    | 琴稲妻   | 9    | 4    | 琴ヶ梅   | 5    | 1    |
| 琴椿   | 3    | 1     | 琴錦     | 25(1) | 16   | 琴ノ若   | 23   | 10   | 琴富士   | 6    | 4    |
| 琴別府 | 7    | 2     | 琴龍     | 2     | 0    | 小錦     | 12   | 8(1) | 逆鉾     | 2    | 1    |
| 敷島   | 6    | 0     | 陣岳     | 0     | 2    | 大輝煌   | 1    | 0    | 大至     | 2    | 2    |
| 太寿山 | 1    | 0     | 大翔鳳   | 11    | 4    | 大翔山   | 3    | 4    | 大善     | 7    | 1    |
| 貴乃花 | 0*   | 0     | 孝乃富士 | 1     | 0    | 隆三杉   | 3    | 4    | 多賀竜   | 1    | 1    |
| 立洸   | 2    | 0     | 玉春日   | 13    | 5    | 千代大海 | 3    | 5*   | 千代天山 | 0    | 1    |
| 常の山 | 1    | 0     | 出島     | 5     | 2    | 寺尾     | 19   | 5    | 闘牙     | 3    | 0    |
| 時津海 | 1    | 0     | 時津洋   | 5     | 0    | 土佐ノ海 | 12   | 6    | 栃東     | 8    | 4    |
| 栃乃洋 | 4    | 5(1)  | 栃乃和歌 | 21    | 8(1) | 智ノ花   | 7    | 1    | 花ノ国   | 0    | 2    |
| 濱ノ嶋 | 9    | 0     | 肥後ノ海 | 13    | 1    | 北勝海   | 0    | 2    | 舞の海   | 12   | 1    |
| 三杉里 | 4    | 4     | 水戸泉   | 8     | 8    | 湊富士   | 6    | 3(1) | 雅山     | 2    | 1    |
| 武蔵丸 | 14   | 24*   | 武双山   | 14    | 11   | 両国     | 2    | 0    | 若翔洋   | 0    | 3    |
| 若瀬川 | 2    | 1     | 若の里   | 1     | 1    | 若ノ城   | 1    | 0    | 和歌乃山 | 2    | 0    |

- 他に優勝決定戦で貴乃花に1勝、曙、武蔵丸に各1敗がある。

## 家系図
```
┌○─○┬ 
武ノ里

│　　　└ 吉崎
│　　　　　　　　　　　 　　　┌ 若剛志
│　　　　　　　　┌ 
若乃花I
―┤
│　　　　　　　　│　　　　　 └(女)
│　　　　 (男)   ├ 若緑　　　 　‖(離婚)
│　　　　　 ‖ ─┤　　　　 　 
若乃花II

└○─○┬ (女)   ├─(女)
　　　　│　　 　 │　 ‖
　　　　│　　 　 │　 
大豪

　　　　│　　 　 │　　　　　 ┌ 
若乃花III

　　　　│　　 　 └ 
貴ノ花
――┤
　　　　└ (女)　 　　　　　   └ 
貴乃花

　　　　　　‖　　　　　　　　　　　　‖(離婚) ――
花田優一

　　　　　峯ノ越　　　　　　　　　
河野景子
```

## 改名歴
- 若花田 勝（わかはなだ まさる） 1988年3月場所 - 1993年3月場所
- 若ノ花 勝（わかのはな - ） 1993年5月場所 - 1994年9月場所
- 若乃花 勝（わかのはな - ） 1994年11月場所 - 2000年3月場所

## 年寄変遷
- 藤島 勝（ふじしま まさる）2000年3月場所 - 11月場所

## パチスロ
- 闘神雷電 -花田勝-（2005年）

江戸時代の中期の力士雷電爲右エ門を平成の横綱「花田勝」が演じている。

## 主なテレビ出演

### テレビ番組
- うたであそぼうピンポンパン（2000年12月4日 - 2002年4月5日、BSフジ） - MC
- ウラネタ芸能ワイド 週刊えみぃSHOW（2008年6月15日 - 2009年3月22日、よみうりテレビ）
- 花田☆温水 おじさんぽ（2013年8月31日 - 2014年12月20日、テレビ愛知）
- ぐるぐるナインティナイン（不定期である金星相撲部コーナーのレギュラー、2016年1月2日 - 日本テレビ）
- 土曜スペシャル（テレビ東京） - 「軽トラで行く!激走!港めぐり旅」などレギュラー企画に不定期出演
- SPORTSウォッチャー（BSテレ東） - 準レギュラー[92]
- 花田虎上のチバテレ!YAGURA - メインパーソナリティ（2020年4月18日 - 2024年3月16日、千葉テレビ放送）[93]

### テレビドラマ
- ラブ・ジャッジ（2003年 - 2004年、TBSテレビ） - 豊田秀吉 役
- TAKE FIVE〜俺たちは愛を盗めるか〜 第5・6話（2013年5月17・24日、TBSテレビ） - 水無月弘 役

### ウェブテレビ
- 朝青龍を押し出したら1000万円（2017年12月31日、AbemaTV）[94] - 解説
- AbemaTV大相撲LIVE（2019年7月 - 、AbemaTV） - 幕内解説（土日レギュラー）[95]
- 大相撲ABEMA場所~記憶に残る名勝負100連発~（AbemaTV）[96]

### CM
- サントリー - モルツ
- 第一製薬（現：第一三共ヘルスケア） - パテックス

## 文献

### 著書
- 独白―ストロング・スピリット（文藝春秋・2000年8月）ISBN 4163566902

### 関連文献
- ガチンコ―さらば若乃花（武田頼政著・講談社・2000年9月）ISBN 4062103087
- お兄ちゃん―誰も知らなかった若乃花の真実（横野麗子著・フジテレビ出版・2000年9月）ISBN 4594029744